# Xenomyrmex
Xenomyrmex is een geslacht van mieren uit de onderfamilie van de Myrmicinae (Knoopmieren).

## Soorten
- X. floridanus Emery, 1895
- X. panamanus (Wheeler, W.M., 1922)
- X. stollii Forel, 1885